# アイソラー・ツアー

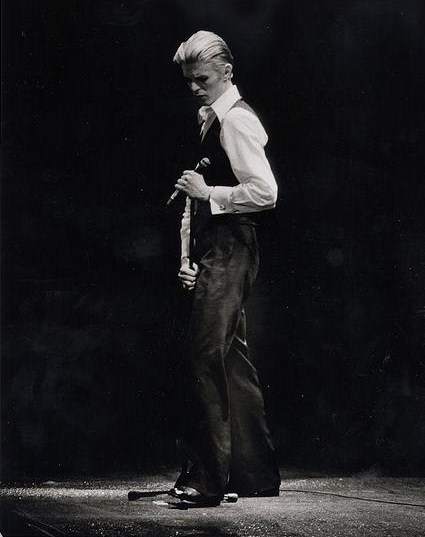
2月28日のトロント公演での写真

アイソラー・ツアー（英語: Isolar Tour）は、イギリスのミュージシャンであるデヴィッド・ボウイが1976年に行った、アルバム『ステイション・トゥ・ステイション』のリリースに伴うコンサート・ツアー。シン・ホワイト・デューク・ツアー、ステイション・トゥ・ステイション・ツアー、ホワイト・ライト・ツアーとしても知られる。

## 概要
このツアーでボウイは、『ステイション・トゥ・ステイション』の表題曲で紹介される架空の人物「シン・ホワイト・デューク (痩せた青白き公爵)」を演じ、インタビューではアドルフ・ヒトラーやナチス・ドイツを擁護する発言をしたり、ファンに向かってナチス式敬礼を行ったり(ボウイ本人はこれを否定している)したことで物議を醸した。
3月23日のユニオンデール公演は録音され、『ライヴ・ナッソー・コロシアム '76』として2010年に『ステイション・トゥ・ステイション』のスペシャル・エディションとデラックス・エディションの一部としてリリース、2016年には『フー・キャン・アイ・ビー・ナウ? 1974-1976』に収録、2017年に初めて単独作品としてリリースされた。

## セットリスト
これは1976年5月7日にイングランドのロンドンで行われたライブのセットリストであり、ツアー期間中の全てのセットリストを表すものではない。
1. アンダルシアの犬[注 1]
2. ステイション・トゥ・ステイション（英語版）
3. サフラジェット・シティ
4. フェイム
5. ワード・オン・ア・ウィング（英語版）
6. ステイ（英語版）
7. 僕は待ち人（英語版）
8. クイーン・ビッチ（英語版）
9. 火星の生活
10. 5年間（英語版）
11. デトロイトでのパニック（英語版）
12. チェンジス
13. TVC 15 (ワン・ファイヴ)（英語版）
14. ダイアモンドの犬（英語版）
アンコール
15. 愛しき反抗
16. ジーン・ジニー（英語版）

## 演奏された曲
『ハンキー・ドリー』から
- チェンジス
- 火星の生活
- クイーン・ビッチ（英語版）

『ジギー・スターダスト』から
- 5年間（英語版）
- サフラジェット・シティ

『アラジン・セイン』から
- デトロイトでのパニック（英語版）
- ジーン・ジニー（英語版）

『ダイアモンドの犬』から
- ダイアモンドの犬（英語版）
- 愛しき反抗

『ヤング・アメリカンズ』から
- フェイム

『ステイション・トゥ・ステイション』から
- ステイション・トゥ・ステイション（英語版）
- ゴールデン・イヤーズ（英語版）
- ワード・オン・ア・ウィング（英語版）
- TVC 15 (ワン・ファイヴ)（英語版）
- ステイ（英語版）

その他の曲
- 僕は待ち人（英語版）
- シスター・ミッドナイト

## 参加ミュージシャン
- デヴィッド・ボウイ – ボーカル、サクソフォーン
- カルロス・アロマー（英語版） – リズムギター, バッキング・ボーカル、音楽監督
- ステイシー・ヘイドン – リードギター、バッキング・ボーカル
- ジョージ・マレー（英語版） – ベースギター、バッキング・ボーカル
- デニス・デイヴィス（英語版） – ドラムス、パーカッション
- トニー・ケイ – キーボード

## ツアー日程
| 日付          | 都市                     | 国             | 会場                                         | 観客数 | 収益     |
| ------------- | ------------------------ | -------------- | -------------------------------------------- | ------ | -------- |
| 北米          |                          |                |                                              |        |          |
| 1976年2月2日  | バンクーバー             | カナダ         | パシフィック・コロシアム                     | 不明   | 不明     |
| 1976年2月3日  | シアトル                 | アメリカ合衆国 | シアトル・センター・コロシアム               | 不明   | 不明     |
| 1976年2月4日  | ポートランド             | アメリカ合衆国 | 退役軍人記念コロシアム                       | 不明   | 不明     |
| 1976年2月6日  | デイリーシティ           | アメリカ合衆国 | カウ・パレス                                 | 不明   | 不明     |
| 1976年2月8日  | イングルウッド           | アメリカ合衆国 | ザ・フォーラム                               | 不明   | 不明     |
| 1976年2月9日  | イングルウッド           | アメリカ合衆国 | ザ・フォーラム                               | 不明   | 不明     |
| 1976年2月11日 | イングルウッド           | アメリカ合衆国 | ザ・フォーラム                               | 不明   | 不明     |
| 1976年2月13日 | サンディエゴ             | アメリカ合衆国 | サンディエゴ・スポーツ・アリーナ             | 不明   | 不明     |
| 1976年2月15日 | フェニックス             | アメリカ合衆国 | アリゾナ退役軍人記念コロシアム               | 不明   | 不明     |
| 1976年2月16日 | アルバカーキ             | アメリカ合衆国 | アルバカーキ・シビック・オーディトリアム     | 不明   | 不明     |
| 1976年2月17日 | デンバー                 | アメリカ合衆国 | マクニコルズ・スポーツ・アリーナ             | 不明   | 不明     |
| 1976年2月20日 | ミルウォーキー           | アメリカ合衆国 | メッカ・アリーナ                             | 不明   | 不明     |
| 1976年2月21日 | カラマズー               | アメリカ合衆国 | ウィングス・スタジアム                       | 不明   | 不明     |
| 1976年2月22日 | エバンズビル             | アメリカ合衆国 | ロバーツ・ミュニシパル・スタジアム           | 不明   | 不明     |
| 1976年2月23日 | シンシナティ             | アメリカ合衆国 | リバーフロント・スタジアム                   | 不明   | 不明     |
| 1976年2月25日 | モントリオール           | カナダ         | モントリオール・フォーラム                   | 不明   | 不明     |
| 1976年2月26日 | トロント                 | カナダ         | メープルリーフ・ガーデンズ                   | 不明   | 不明     |
| 1976年2月27日 | クリーブランド           | アメリカ合衆国 | 公会堂                                       | 不明   | 不明     |
| 1976年2月28日 | クリーブランド           | アメリカ合衆国 | 公会堂                                       | 不明   | 不明     |
| 1976年2月29日 | デトロイト               | アメリカ合衆国 | オリンピア・スタジアム                       | 不明   | 不明     |
| 1976年3月1日  | デトロイト               | アメリカ合衆国 | オリンピア・スタジアム                       | 不明   | 不明     |
| 1976年3月3日  | シカゴ                   | アメリカ合衆国 | 国際円形劇場                                 | 不明   | 不明     |
| 1976年3月5日  | セントルイス             | アメリカ合衆国 | キール・オーディトリアム                     | 不明   | 不明     |
| 1976年3月6日  | メンフィス               | アメリカ合衆国 | ミッドサウス・コロシアム                     | 11,673 | $85,015  |
| 1976年3月7日  | ナッシュビル             | アメリカ合衆国 | ナッシュビル・ミュニシパル・オーディトリアム | 7,700  | $51,000  |
| 1976年3月8日  | アトランタ               | アメリカ合衆国 | オムニ・コロシアム                           | 不明   | 不明     |
| 1976年3月9日  | ジャクソンビル           | アメリカ合衆国 | ジャクソンビル・コロシアム                   | 不明   | 不明     |
| 1976年3月11日 | ピッツバーグ             | アメリカ合衆国 | シビック・アリーナ                           | 不明   | 不明     |
| 1978年3月12日 | ノーフォーク             | アメリカ合衆国 | ノーフォーク・スコープ                       | 不明   | 不明     |
| 1976年3月13日 | ランドーバー             | アメリカ合衆国 | キャピタル・センター                         | 不明   | 不明     |
| 1976年3月14日 | ランドーバー             | アメリカ合衆国 | キャピタル・センター                         | 不明   | 不明     |
| 1976年3月15日 | フィラデルフィア         | アメリカ合衆国 | スペクトラム                                 | 36,000 | $260,000 |
| 1976年3月16日 | フィラデルフィア         | アメリカ合衆国 | スペクトラム                                 | 36,000 | $260,000 |
| 1976年3月17日 | ボストン                 | アメリカ合衆国 | ボストン・ガーデン                           | 不明   | 不明     |
| 1976年3月19日 | バッファロー             | アメリカ合衆国 | バッファロー・メモリアル・オーディトリアム   | 12,000 | $87,235  |
| 1976年3月20日 | ロチェスター             | アメリカ合衆国 | ロチェスターコミュニティ戦争記念館           | 8,358  | $58,720  |
| 1976年3月21日 | スプリングフィールド     | アメリカ合衆国 | スプリングフィールド・シビック・センター     | 6,752  | $46,572  |
| 1976年3月22日 | ニューヘイブン           | アメリカ合衆国 | ニューヘイブン・コロシアム                   | 不明   | 不明     |
| 1976年3月23日 | ユニオンデール           | アメリカ合衆国 | ナッソー・ベテランズ・メモリアル・コロシアム | 不明   | 不明     |
| 1976年3月26日 | ニューヨーク             | アメリカ合衆国 | マディソン・スクエア・ガーデン               | 不明   | 不明     |
| ヨーロッパ    |                          |                |                                              |        |          |
| 1976年4月7日  | ミュンヘン               | 西ドイツ       | オリンピアハレ                               | 不明   | 不明     |
| 1976年4月6日  | デュッセルドルフ         | 西ドイツ       | フィリップスハレ                             | 不明   | 不明     |
| 1976年4月10日 | 西ベルリン               | 西ベルリン     | ドイチュラント・ハレ                         | 不明   | 不明     |
| 1976年4月11日 | ハンブルク               | 西ドイツ       | コングレス・センター・ハンブルク             | 不明   | 不明     |
| 1976年4月12日 | ハンブルク               | 西ドイツ       | コングレス・センター・ハンブルク             | 不明   | 不明     |
| 1976年4月13日 | フランクフルト           | 西ドイツ       | フェストハレ・フランクフルト                 | 不明   | 不明     |
| 1976年4月14日 | ルートヴィヒスハーフェン | 西ドイツ       | フリードリヒ・エーベルト・ハレ               | 不明   | 不明     |
| 1976年4月17日 | チューリッヒ             | スイス         | ハレンシュタディオン                         | 不明   | 不明     |
| 1976年4月24日 | ヘルシンキ               | フィンランド   | UKKホール                                    | 不明   | 不明     |
| 1976年4月26日 | ストックホルム           | スウェーデン   | ロイヤル・テニスホール                       | 不明   | 不明     |
| 1976年4月27日 | ストックホルム           | スウェーデン   | ロイヤル・テニスホール                       | 不明   | 不明     |
| 1976年4月28日 | ヨーテボリ               | スウェーデン   | スカンジナヴィアム                           | 不明   | 不明     |
| 1976年4月29日 | コペンハーゲン           | デンマーク     | ファルコナー・センター                       | 不明   | 不明     |
| 1976年4月30日 | コペンハーゲン           | デンマーク     | ファルコナー・センター                       | 不明   | 不明     |
| 1976年5月3日  | ロンドン                 | イングランド   | エンパイアプール                             | 不明   | 不明     |
| 1976年5月4日  | ロンドン                 | イングランド   | エンパイアプール                             | 不明   | 不明     |
| 1976年5月5日  | ロンドン                 | イングランド   | エンパイアプール                             | 不明   | 不明     |
| 1976年5月6日  | ロンドン                 | イングランド   | エンパイアプール                             | 不明   | 不明     |
| 1976年5月7日  | ロンドン                 | イングランド   | エンパイアプール                             | 不明   | 不明     |
| 1976年5月8日  | ロンドン                 | イングランド   | エンパイアプール                             | 不明   | 不明     |
| 1976年5月11日 | ブリュッセル             | ベルギー       | フォレスト・ナショナル                       | 不明   | 不明     |
| 1976年5月13日 | ロッテルダム             | オランダ       | アホイ・ロッテルダム                         | 不明   | 不明     |
| 1976年5月15日 | ロッテルダム             | オランダ       | アホイ・ロッテルダム                         | 不明   | 不明     |
| 1976年5月17日 | パリ                     | フランス       | パビリオン・デ・パリ                         | 不明   | 不明     |
| 1976年5月18日 | パリ                     | フランス       | パビリオン・デ・パリ                         | 不明   | 不明     |